# Vα-liv
「vα-liv」（ヴイアライヴ）は、バンダイナムコエンターテインメントが展開するアイドルコンテンツプロジェクト。「アイドルマスターシリーズ」のプロジェクト「PROJECT IM@S 3.0 VISION」の一つとして2023年4月から展開されている。

## 沿革
2022年12月26日に開催された「アイドルマスターシリーズ」としては初のカンファレンスとなる「PROJECT IM@S（プロジェクトアイマス） カンファレンス」で発表された。このカンファレンスでは、「PROJECT IM@S 3.0 VISION」の一つとして、ライバー活動を通してアイドルデビューを目指すアイドルプロジェクトを展開することが発表された。
2023年4月14日には「PROJECT IM@S vα-liv発表会」がYouTubeの公式チャンネルにて配信され、バンダイナムコエンターテインメントから狭間和歌子と勝股春樹、アイドル候補生として灯里愛夏・上水流宇宙・レトラの3名が出演し、このプロジェクトの続報が発表された。
勝股によれば、このプロジェクトは「アイドルマスター」の名前を冠したものではなく「PROJECT IM@S」名義であり、公式研修生制度に当たる企画として始動するが、仮に候補生がアイドルデビューとなれば「アイドルマスターシリーズ」としてのタレント展開へ拡大し、新ブランドを設立する可能性があるという。
2023年5月21日から2024年3月13日までは『アイドル育成プロジェクトvα-liv』が毎月配信されていた。同番組はアイドル候補生の「公式レッスン番組」と「成果発表番組」にあたるもので、土佐兄弟がMCを務めたほか、ゲストも出演するなどのバラエティ番組形式で展開していた。「アイドルマスターシリーズ」から天海春香もスペシャルゲストとして登場した。
2024年3月31日に開催された配信ライブイベント「PROJECT IM@S vα-liv LIVE -THE LAST STATEMENT!!!-」にて、候補生3人が876プロダクションにてライバーアイドルとしてデビューすることが決定し（後述）、6月にアイドルデビュー発表会が開催された。この中で、新規アイドル衣装、楽曲制作の他、初のリアルイベントの開催も発表された。

## オーディションルール
このプロジェクトは2023年5月より開始。動画配信をメインとして、視聴者はプロデューサーとなり、アイドル候補生の活動を審査およびサポートしていく。プロデュース結果は配信および活動に影響するもので、最終的に候補生の進退の命運を握る、視聴者参加型の公開オーディションとなる。
アイドル候補生は配信者（ライバー）として、YouTubeでの動画投稿やライブ配信を通じて活動するもので、プロデューサーが認め、最終的に明かされる既定の支持率を獲得した者だけがアイドルデビューを勝ち取ることができるものである。
2024年2月の最終査定でアイドル昇格となるか、プロジェクトでの活動終了が決定する。また、プロデューサーはプロジェクト自体を評価することも可能で、支持されなかった場合はプロジェクト自体が終了となる。

## 所属ライバーアイドル
キャラクターデザインはいずれも森倉円が担当。
灯里 愛夏（ともり まなか）
7月1日生まれ。158cm。福岡県出身。血液型はB型。星座はかに座。趣味はアイドル研究、カフェで読書、ミュージカル。特技は料理、利きアイス。
上水流 宇宙（かみずる こすも）
9月12日生まれ。162cm。東京都出身。血液型はB型、星座はおとめ座。趣味はイラストを描くこと、ゲーム、食べること。特技は書道、地獄耳。
レトラ（サラ レトラ オリヴェイラ ウタガワ）
11月11日生まれ。159cm。埼玉県出身。血液型はO型、星座はさそり座。趣味は寝ること、ネイル・メイク、雑貨集め。特技は歌、古着リメイク。

### 関連人物
石川 実（いしかわ みのり）
声 - 早水リサ
876プロダクション社長。イベントやPVなどに登場する。

## 楽曲

### CD
vα-liv CD「リローディング」
2024年1月16日発売。vα-liv初のオリジナル楽曲「リローディング」と配信に使用されているBGMを収録したCD。
収録曲
1. リローディング
作詞・作曲・編曲：BNSI（大澤めい）、歌：灯里愛夏、上水流宇宙、レトラ
2. 灯里愛夏オリジナルBGM「Fluffy」
3. リローディング（灯里愛夏ver.）
歌：灯里愛夏
4. 上水流宇宙オリジナルBGM「Free」
5. リローディング（上水流宇宙ver.）
歌：上水流宇宙
6. レトラオリジナルBGM「Hug」
7. リローディング（レトラver.）
歌：レトラ
8. リローディング（Instrumental）

vα-liv 灯里愛夏 1st EP「まなかわやっぴー！」
2025年4月2日発売。灯里愛夏の1st EP。
収録曲
1. ともすれば、(中略)アイドル
作詞：七条レタス、作曲・編曲：D.watt
2. あっちこっちプリンセス
作詞・作曲・編曲：やしきん
3. 虹の王国の物語〜エトワールを目指して〜
作詞・作曲・編曲：椿山日南子
4. ともすれば、(中略)アイドル -instrumental-
5. あっちこっちプリンセス -instrumental-
6. 虹の王国の物語〜エトワールを目指して〜 -instrumental-

vα-liv 上水流宇宙 1st EP「Astral」
2025年4月2日発売。上水流宇宙の1st EP。
収録曲
1. 公転周期
作詞・作曲・編曲：STEAKA
2. クライヤ
作詞・作曲・編曲：PSYQUI
3. Scarlet Rose
作詞・作曲・編曲：Aira(Dream monster)
4. 公転周期 -instrumental-
5. クライヤ -instrumental-
6. Scarlet Rose -instrumental-

vα-liv レトラ 1st EP「拝啓、君の世界へ」
2025年4月2日発売。レトラの1st EP。
収録曲
1. 群青イニシエーション
作詞：OHTORA、作曲：New K・OHTORA、編曲：New K
2. きみの一等星
作詞・作曲：nyamura、作曲・編曲：KAIRUI
3. Breaker
作詞・作曲・編曲：梔
4. 群青イニシエーション -instrumental-
5. きみの一等星 -instrumental-
6. Breaker -instrumental

vα-liv 灯里愛夏 1st single「ともすれば、(中略)アイドル」
2024年9月28日発売。灯里愛夏の1stシングル。
収録曲
1. ともすれば、(中略)アイドル
2. ともすれば、(中略)アイドル -instrumental-

vα-liv 上水流宇宙 1st single「公転周期」
2024年9月28日発売。上水流宇宙の1stシングル。
収録曲
1. 公転周期
2. 公転周期 -instrumental-

vα-liv レトラ 1st single「群青イニシエーション」
2024年9月28日発売。レトラのの1stシングル。
収録曲
1. 群青イニシエーション
2. 群青イニシエーション -instrumental-

＃ヴイアラ 1st Album 「彼方」
2025年3月19日発売。vα-livのロック特化型別名義「＃ヴイアラ」の初アルバムCD。
収録曲
1. CQ
作詞・作曲・編曲：烏屋茶房
2. FIELD ON ME
作詞・作曲：nyamura、作曲・編曲：safmusic
3. DYE BAD DAY
作詞：松藤量平(sixth floor)、作曲・編曲：和賀裕希(sixth floor)
4. SHOOTING STAR
作詞・作曲：Shogo(Rebrast)、作曲・編曲：Tsubasa(Rebrast)
5. RELOADING
「リローディング」のロックアレンジバージョン。

vα-liv 1st anniversary CD「クリスタライン/ヴヴヴ」
2025年に受注販売。vα-livのアイドルデビュー1周年記念CD。
収録曲
1. クリスタライン
作詞：只野菜摘
作曲・編曲：石濱 翔（MONACA）
歌：灯里愛夏、上水流宇宙、レトラ
2. ヴヴヴ
作詞・作曲・編曲：Medansy（TRIFRONTIER）
歌：灯里愛夏、上水流宇宙、レトラ
3. クリスタライン（灯里愛夏ver.）
歌：灯里愛夏
4. クリスタライン（上水流宇宙ver.）
歌：上水流宇宙
5. クリスタライン（レトラver.）
歌：レトラ
6. クリスタライン（Instrumental）
7. ヴヴヴ（Instrumental）
8. ともすれば、（中略）アイドル（Yappy Hardcore Remix）
アレンジ：Twinfield
9. 公転周期（Midnight Groove Remix）
アレンジ：Batsu
10. 群青イニシエーション（Obrigada Acoustic Ver.）
アレンジ：Jun Kuroda

### 配信
WANNABE EP COLLECTION
2023年9月15日配信。
1. POPLINKS TUNE!!!!!
歌：レトラ
『アイドルマスター ポップリンクス』主題歌のカバー。
2. Sync My Lights
歌：レトラ
電音部の同名曲のカバー。
3. ワンダーモモ
歌：レトラ
TAKA&まさごろの同名曲のカバー。

WANNABE EP COLLECTION 02
2023年12月22日配信。
1. IDOL POWER RAINBOW
歌：上水流宇宙
ライブイベント「THE IDOLM@STER M@STERS OF IDOL WORLD!!2014」のテーマソングのカバー。
2. トアルトワ
歌：上水流宇宙
電音部の同名曲のカバー。
3. エンジェル ドリーム
歌：上水流宇宙
『太鼓の達人』の同名曲のカバー。

WANNABE EP COLLECTION 03
2024年3月29日配信。
1. CRYST@LOUD
歌：灯里愛夏
ライブイベント「THE IDOLM@STER M@STERS OF IDOL WORLD!!!!! 2023」のテーマソングのカバー。
2. ミルキータイムライン
歌：灯里愛夏
電音部の同名曲のカバー。
3. Shinin' Magic
歌：灯里愛夏
アクア☆マジックの同名曲のカバー。

## 主なイベント

### ライブイベント
| 年 | タイトル                                                   | 日程                                                  | 出演者                       | 公演数 | 出典   |
| --- | ---------------------------------------------------------- | ----------------------------------------------------- | ---------------------------- | ------ | ------ |
| 2024年 | PROJECT IM@S vα-liv LIVE -THE LAST STATEMENT!!!            | 3月31日 ASOBI STAGE・Stagecrowd（後者は日本国外向け） | 灯里愛夏、上水流宇宙、レトラ | 1      | [ 15 ] |
| この公演終了時の観客動員数と2024年2月末から行われるアイドル推薦投票の得票数の合計が5000票以上に達した者がアイドルデビューとなる。結果、最終審査での得票数は愛夏：30682票、宇宙：33132票、レトラ：31120票となり、候補生全員が876プロダクションにてライバーアイドルとしてアイドルデビューすることが決定した。 |                                                            |                                                       |                              |        |        |
| 2024年 | PROJECT IM@S vα-liv PRODUCER MEETING 2024 -FROM NOW ON!!!- | 9月28日 GARDEN 新木場 FACTORY                         | 灯里愛夏、上水流宇宙、レトラ | 1      | [ 16 ] |
| vα-liv初のリアルライブイベント。 |                                                            |                                                       |                              |        |        |
| 2025年 | PROJECT IM@S vα-liv 1stLIVE -HERE WE ARE !!!-              | 3月22日 Zepp DiverCity TOKYO                          | 灯里愛夏、上水流宇宙、レトラ | 2      | [ 17 ] |
| 昼夜2公演。 |                                                            |                                                       |                              |        |        |
| 2026年 | THE IDOLM@STER 20th Anniversary 876 PRODUCTION FES.        | 2月21日・23日 日本工学院アリーナ                      | 灯里愛夏、上水流宇宙、レトラ | 3      | [ 18 ] |
| vα-livは21日の「PROJECT IM@S vα-liv 2ndLIVE -BEYOND THE CUSTOM !!!-」と23日の「Dearly Stars×vα-liv LIVE -UNDER ONE SKY !!!!!!-」のみ出演。23日は2回公演。 |                                                            |                                                       |                              |        |        |

### 単独イベント
| 実施日        | タイトル                                       | 会場                                     | 出演者                       |
| ------------- | ---------------------------------------------- | ---------------------------------------- | ---------------------------- |
| 2024年1月27日 | vα-liv(ヴイアライヴ)トークショー in アニメイト | アニメイト池袋本店 9F animate hall BLACK | 灯里愛夏、上水流宇宙、レトラ |

### 合同ライブ・ゲスト出演
| 実施日               | タイトル                                  | 会場                               | 出演者                       |
| -------------------- | ----------------------------------------- | ---------------------------------- | ---------------------------- |
| 2024年6月22日        | FUURYUUFES 5.0 2024                       | Kアリーナ横浜                      | 灯里愛夏、上水流宇宙、レトラ |
| 2024年9月6日〜8日    | Life Like a Live!8                        | Z-aNにて配信                       | 灯里愛夏、上水流宇宙、レトラ |
| 2024年10月26日       | Vtuber School on Parade!! Vol.2           | 東京アニメ・声優&eスポーツ専門学校 | 灯里愛夏、上水流宇宙、レトラ |
| 2024年12月14日～15日 | THE IDOLM@STERM@STER EXPO                 | 幕張メッセ 国際展示場              | 灯里愛夏、上水流宇宙、レトラ |
| 2025年1月25日～26日  | Virtual Music Award 2025                  | Z-aNにて配信                       | 灯里愛夏、上水流宇宙、レトラ |
| 2025年2月9日         | ILLUSTER FES7                             | KINTEX第1展示場2・3ホール          | 灯里愛夏、上水流宇宙、レトラ |
| 2025年3月8日～9日    | Lemino presents ULTRA ANIME FES 2025      | ぴあアリーナMM                     | 灯里愛夏、上水流宇宙、レトラ |
| 2025年3月14日～16日  | Life Like a Live!9                        | Z-aNにて配信                       | 灯里愛夏、上水流宇宙、レトラ |
| 2025年12月12日～13日 | THE IDOLM@STER M@STERS OF IDOL WORLD 2025 | 京セラドーム大阪                   | 灯里愛夏、上水流宇宙、レトラ |